# آتش‌زا
آتش‌زا (به انگلیسی: Incendiary) یک فیلم بریتانیایی به کارگردانی شارون مگوایر و با بازی میشل ویلیامز، یوان مک‌گرگور و متیو مک‌فادین در سال ۲۰۰۸ است.